# 南長区
南長区（なんちょう-く）はかつて中華人民共和国江蘇省無錫市に位置していた市轄区。2015年に崇安区・北塘区と合併して梁渓区となった。

## 区画
- 街道：南禅寺街道、迎竜橋街道、清名橋街道、金星街道、金匱街道、揚名街道